# Heidelberger Landstraße 2
Das Landhaus in der Heidelberger Landstraße 2 ist ein Bauwerk in Darmstadt-Eberstadt.

## Geschichte und Beschreibung
Das Landhaus wurde im Jahre 1916 erbaut.
Stilistisch gehört das Haus noch zur Heimatlichen Bauweise.
Das zweigeschossige Gebäude besitzt eine auffällige schmale, hochaufragende Front.
Die schlichte Putzfassade ist mit Bruchsteinmauerwerk abgesetzt.
Das Giebelfeld ist mit Holz verbrettert.
Das relativ steil ansteigende Satteldach ist mit Biberschwanzziegeln gedeckt.
Bemerkenswert ist auch der gut erhaltene, hölzerne Gartenpavillon.

## Denkmalschutz
Das Landhaus, das architektonisch noch zur Heimatlichen Bauweise zählt, steht am Anfang der Villenkolonie und markiert den Eingang zur Waldvillensiedlung.
Das Landhaus ist aus architektonischen und stadtgeschichtlichen Gründen ein Kulturdenkmal.